# Kreuz-Neroberger
Der  Kreuz-Neroberger ist ein am Kreuzberg in Berlin angebauter Wein.

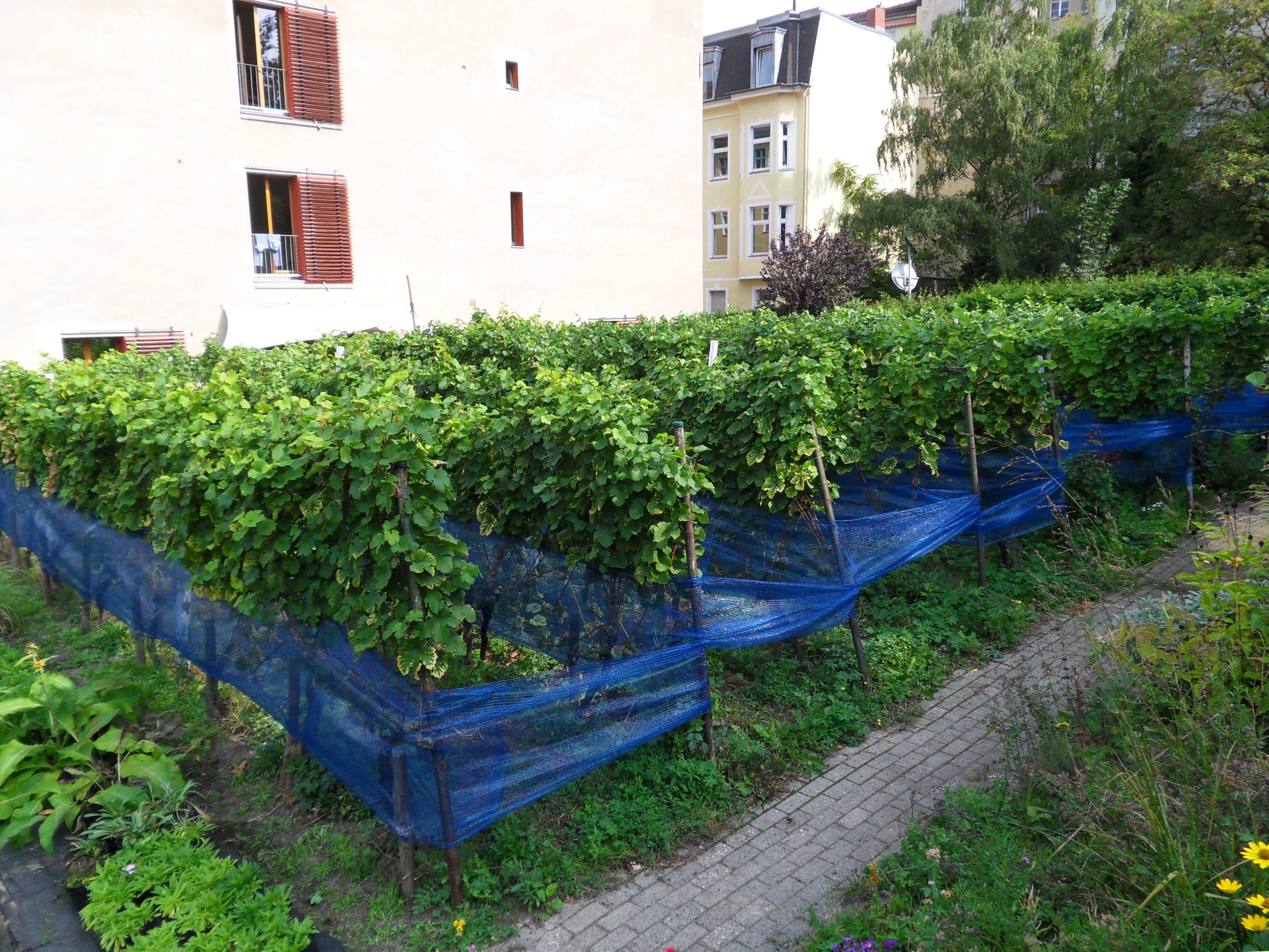
Der Senatsweinberg vor der Brandmauer an der Methfesselstraße, Anbaugebiet des Kreuz-Nerobergers, betreut von der benachbarten Gärtnerei

## Anbaugebiet/Herkunft

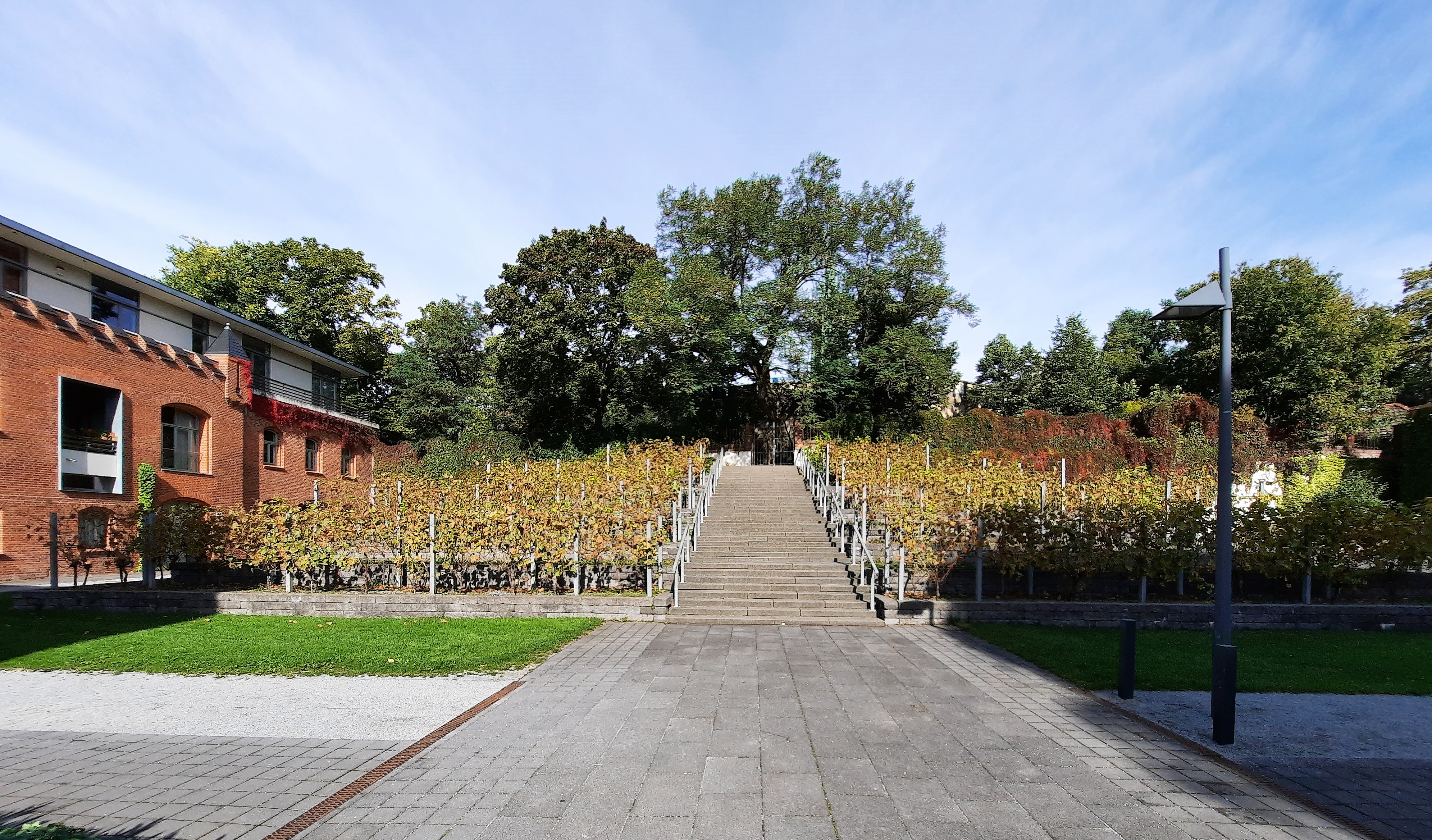
Weinberg im Viktoria-Quartier unterhalb des Nationaldenkmals

Der vom Nationaldenkmal für die Befreiungskriege gekrönte Kreuzberg liegt in dem nach ihm benannten Ortsteil Kreuzberg und ist mit 66 m ü. NHN eine der höchsten natürlichen Erhebungen der Stadt. Er hieß ursprünglich Tempelhofer Berg bzw. Götzescher Weinberg, denn Wein wurde hier vom 15. bis zum 18. Jahrhundert angebaut.
Die Idee des Weinanbaus geht auf die Gemeindepartnerschaft zwischen Wiesbaden und dem damaligen Bezirk Kreuzberg zurück, die seit 1964 besteht, und von dem Wiesbadener Bürgermeister Georg Buch (genannt „Kerbe-Schorsch“, Kerbe regional für Kirchweih) und dem Kreuzberger Bezirksbürgermeister Günther Abendroth im April 1964 besiegelt wurde. 
Wiesbaden nahm von 1964 bis 1999 regelmäßig an den „Kreuzberger Festlichen Tagen“ teil und präsentierte dort Wiesbadener Wein. Der derzeitige Bestand an Rebstöcken geht auf das Jahr 1968 zurück. Damals nahmen der Oberbürgermeister der Partnergemeinde Wiesbaden, Rudi Schmitt, und Mitglieder der städtischen Körperschaften an den Kreuzberger Festlichen Tagen teil und pflanzten bei dieser Gelegenheit einige Rheingauer Riesling-Reben auf dem Kreuzberg. Sein Name kommt daher auch vom dortigen Neroberg. Seitdem werden am Kreuzberg jährlich Riesling-Trauben geerntet, die in Wiesbaden zum „Kreuz-Neroberger Riesling“ ausgebaut werden. Bis zum Jahr 2004 erfolgte der Weinausbau im Weingut der Landeshauptstadt Wiesbaden, seit dessen Verpachtung an die Hessischen Staatsweingüter im Jahr 2005 hat das Weingut Frosch in Mainz-Kostheim diese Aufgabe übernommen.
1975 zog das rheinhessische Ingelheim am Rhein mit Rotweinstöcken der Sorte Spätburgunder nach. Seitdem wächst hier am Nordhang des Kreuzbergs in einer Gärtnerei in der Methfesselstraße, von einer der Mittagssonne ausgesetzten wärmespeichernden Brandmauer verwöhnt, der Kreuzberger Wein heran.
Am Südhang des Kreuzbergs wurde zwischen dem Nationaldenkmal und dem seit 2011 im Viktoria-Quartier bebauten Tivoliplatz eine vierstufig terrassierte Parzelle von etwa 500 m² Größe mit Reben bestockt. Damit hat sich die Rebfläche am Kreuzberg gut verdoppelt.
Es bestehen in Berlin weitere Lagen, so für das Wilmersdorfer Teufelströpfchen und auf dem Gelände der Hessischen Landesvertretung in Mitte.

## Sorten und Ertrag

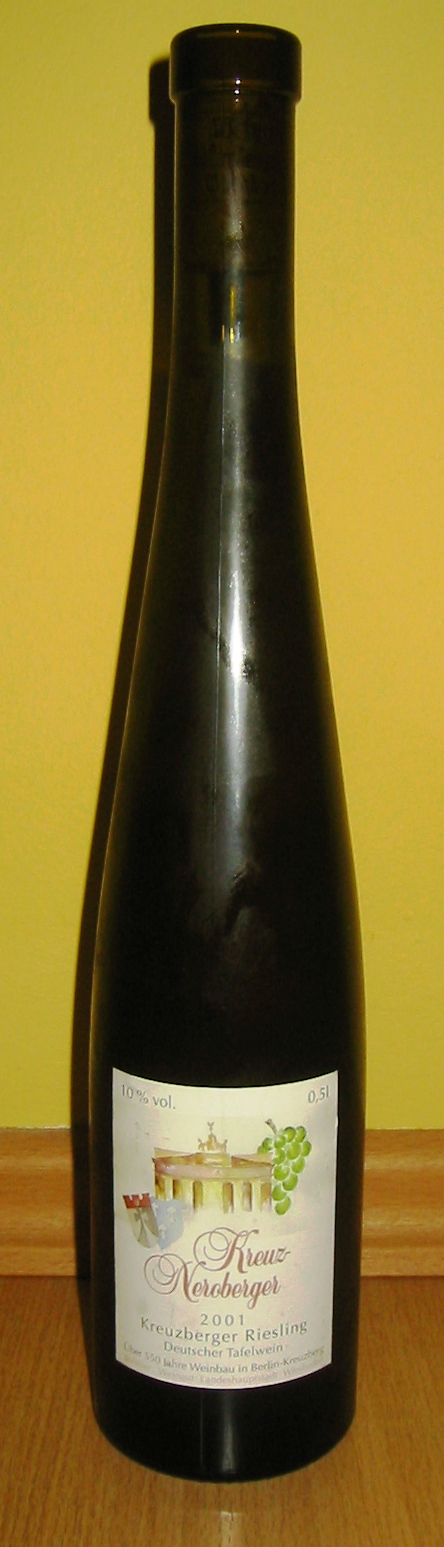
0,5-Liter-Flasche Kreuz-Neroberger, Riesling, 2001

Angebaut werden die Rebsorten Riesling, Kerner sowie blauer Spätburgunder und Blauer Portugieser. Im Jahr 2010 betrug der Bestand insgesamt 300 Rebstöcke. Gekeltert und ausgebaut wird der Wein allerdings nicht in Berlin, sondern in Wiesbaden (Riesling und Kerner) beziehungsweise Ingelheim am Rhein (Spätburgunder und Portugieser).
Die jährliche Ernte war zunächst mit elf Flaschen à 0,7 l im Jahr 1970 und nur sieben Flaschen im Jahr 1971 bescheiden. Seit 1991 werden etwa 700 bis 800 kg Trauben geerntet, aus denen ungefähr 700 Flaschen (à 0,375 l) Kreuz-Neroberger gekeltert werden können. Das Mostgewicht beträgt zwischen 71 und 76 Grad Oechsle.

## Bezugsmöglichkeiten
Der Bezirk Friedrichshain-Kreuzberg verkauft den Wein nicht, gibt ihn aber gegen eine Spende von mindestens 10 Euro in kleinen Mengen ab.

## Sonstiges
Vom Humoristen Adolf Glaßbrenner ist zu dem dort angebauten Wein überliefert, dass er ihn „Fahnenwein“ nannte: „Wenn man een eenzjes Achtel über die Fahne kippt, zieht sich det janze Regiment zusammen.“ Der Weinkontrolleur für das Land Berlin, Peter Scheib, attestiert dem 2007er Spätburgunder ein positives Urteil: „Ganz ausgezeichnet, dunkle Fruchtaromen dominieren den Geschmack. Vor allem Himbeere und Brombeere, aber auch etwas Räucherspeck ist dabei. Er schmeckt frisch und ist sehr wild am Gaumen, typisch Kreuzberg eben.“.
Ein anderer bekannter Weinberg Berlins liegt am Volkspark Humboldthain (Lage) in Berlin-Gesundbrunnen, ein weiterer Berliner Wein ist das Wilmersdorfer Teufelströpfchen.
In Berlin-Britz wird seit 2002 Wein angebaut und gekeltert.